# Ryocalanus antarcticus
Ryocalanus antarcticus is een eenoogkreeftjessoort uit de familie van de Ryocalanidae. De wetenschappelijke naam van de soort is voor het eerst geldig gepubliceerd in 2012 door Renz, Markhaseva & Schulz.